# Милония Цезония
Мило́ния Цезо́ния (лат. Milonia Caesonia; родилась, предположительно, около 5 года, Римская империя — убита 24 января 41 года, Рим, Римская империя) — последняя, четвёртая, супруга императора Гая Юлия Цезаря Калигулы, мать его единственной дочери.

## Биография
Кто в действительности являлся родным отцом Милонии, в настоящее время неизвестно. Её матерью была скандально известная Вестилия, происходившая из сенаторского сословия. Отец и брат Вистилии последовательно были преторами в правление Октавиана и Тиберия; брат был дружен с Друзом Старшим, но в 32 году впал в немилость императора и покончил с собой. 
Вистилия была замужем шесть раз и имела семерых детей от разных мужей. В одном из браков и была рождена Милония: согласно религиеведу Й. Рюпке, это случилось около 5 года. Через полтора года родился брат Милонии — знаменитый в будущем полководец Гней Домиций Корбулон.
Любопытно, что до встречи с Калигулой Цезония уже была замужем. От своего первого брака она имела трёх дочерей. По свидетельству Светония, Милония не отличалась ни умом, ни красотой. Тем не менее, около 39 года она стала любовницей Калигулы и была любима им. Принцепс женился на ней в 40 году, в день рождения своей дочери; он выводил её к войскам рядом с собой, верхом и в военной одежде. Существовали слухи, что Цезония опоила мужа любовным зельем, которое вызвало у него безумие.
Милония Цезония была убита во время успешного заговора преторианских офицеров во главе с Кассием Хереей, Корнелием Сабином, Юлием Лупом и Марком Аррецином Клементом 24 января 41 года. Перед гибелью она проявила мужество и достоинство, повторяя при этом, что предупреждала Калигулу, но он её не послушался.

## В популярной культуре
- В 1968 году в британском телесериале «Цезари» роль Милонии исполнила Барбара Мюррей.
- В фильме Тинто Брасса «Калигула» образ Милонии воплотила Хелен Миррен.